# (26737) Adambradley
(26737) Adambradley est un astéroïde de la ceinture principale.

## Description
(26737) Adambradley est un astéroïde de la ceinture principale. Il fut découvert le 27 avril 2001 à Socorro (Nouveau-Mexique) par le projet LINEAR. Il présente une orbite caractérisée par un demi-grand axe de 2,28 UA, une excentricité de 0,19 et une inclinaison de 5,9° par rapport à l'écliptique.

## Compléments